# Hugo IV. (Maine)
Hugo IV. von Maine (franz.: Hugues; * um 1018 bis 1022; † 26. März 1051) war seit 1032 oder 1035 ein Graf von Maine. Er war der Sohn und Nachfolger des Grafen Herbert I. Wachhund aus dem zweiten Haus Maine.
Beim Tod seines Vaters war Hugo noch unmündig, weshalb für ihn sein Großonkel Herbert Baco die Regentschaft übernahm. Der war ein Anhänger des Grafen von Anjou, dem nominellen Lehnsherren über Maine, was aber den Widerstand des Bischofs von Le Mans, Gervais de Château-du-Loir (Gervais de Bellême), hervorrief der ein entschiedener Gegner der Anjou war. Auf einem allgemeinen Konzil in Le Mans erreichte Gervais die Entmachtung und Verbannung des Regenten und erklärte Hugo für mündig. Anschließend vermittelte er eine Ehe des Grafen mit einer Schwester des Grafen Theobald III. von Blois, des traditionellen Feindes der Anjou. Dies rief im Gegenzug Graf Gottfried II. Martel von Anjou auf den Plan, der um seinen Einfluss im Maine fürchtete, weshalb er 1048 Le Mans im Handstreich einnahm und den Bischof gefangen setzte. 
Anjou übernahm damit faktisch die Macht in Maine, den Bischof Gervais begab sich nach seiner Freilassung 1050 in das normannische Exil. Dort gelang es ihm den jungen Herzog Wilhelm II. dem Bastard für seine Sache zu gewinnen, was den Beginn eines generationenlangen Konfliktes zwischen Angevinen und Normannen um das Maine markierte. Graf Hugo IV. selbst starb bereits 1051.
Hugo IV. war seit dem 14. April 1046 verheiratet mit Bertha von Blois († 1085). Sie überlebte ihren Ehemann um 34, ihre Kinder um 22 Jahre. Die Kinder waren:
- Herbert II. (* 1047; † 9. März 1062), Graf von Maine
- Margarethe (* 1048; † um 1063 in Fécamp), seit 1059 verlobt mit Robert Kurzhose

| Vorgänger           | Amt                      | Nachfolger  |
| ------------------- | ------------------------ | ----------- |
| Herbert I. Wachhund | Graf von Maine 1032–1051 | Herbert II. |

| Personendaten    | Personendaten                            |
| ---------------- | ---------------------------------------- |
| NAME             | Hugo IV.                                 |
| ALTERNATIVNAMEN  | Hugues (französisch); Hugo IV. von Maine |
| KURZBESCHREIBUNG | Graf von Maine                           |
| GEBURTSDATUM     | um 1020                                  |
| STERBEDATUM      | 26. März 1051                            |